# Have Faith in Me
Have Faith in Me è un singolo degli A Day to Remember, il terzo estratto dal loro terzo album in studio Homesick, pubblicato il 30 agosto 2009.

## La canzone
Il brano è l'unico contenuto in Homesick ad essere stato composto dagli A Day to Remember in collaborazione con un altro artista, ovvero Jason Lancaster, ex membro dei Mayday Parade e dei Go Radio. È uno dei brani più melodici dell'album e il primo singolo della band ad essere riuscito a entrare in una classifica statunitense.

## Video musicale
Il video per il brano è stato diretto da Mark Staubach e pubblicato il 14 luglio 2010 su MTV (quasi un anno dopo l'uscita del singolo). Consiste nell'alternarsi di scene della band che esegue il brano in un luogo totalmente buio a quelle di un ragazzo e una ragazza che passano la giornata insieme e che evidentemente si stanno per lasciare. Il 10 settembre 2010 la Victory Records ha pubblicato una versione "sing-along" del video, con la testa di Jeremy McKinnon a fare da puntatore per ogni parola.

## Tracce
CD
1. Have Faith in Me (Album Version) – 3:08
2. Have Faith in Me (Instrumental Version) – 3:08

Download digitale
1. Have Faith in Me – 3:08

## Formazione
- Jeremy McKinnon – voce
- Tom Denney – chitarra solista, voce secondaria
- Neil Westfall – chitarra ritmica
- Joshua Woodard – basso
- Alex Shelnutt – batteria, percussioni

## Classifiche
| Classifica (2010)         | Posizione massima |
| ------------------------- | ----------------- |
| Stati Uniti (alternative) | 40                |